# Vernel Fournier
Vernel Anthony Fournier (New Orleans, 30 juli 1928 - Jackson, 4 november 2000) was een Amerikaanse jazzdrummer.

## Carrière
In zijn geboortestad New Orleans begon hij op 10-jarige leeftijd te spelen in marsbands zoals de Young Swingsters. Tijdens deze periode kreeg hij onderricht van dixieland-drummer Sidney Montague. In 1945/1946 studeerde hij aan het Alabama State College, waar hij speelde in studentenbands. In New Orleans werkte hij zowel met muzikanten van de traditionele jazz alsook van de bop. In 1946 verhuisde hij naar Chicago, waar hij aanvankelijk speelde in de rhythm-and-blues-band van King Kolax.
Daar speelde hij dan met veel muzikanten als Paul Bascomb en Teddy Wilson. Van 1953 tot 1955 werkte hij als huisdrummer in de 'Bee Hive Club' in de South Side van Chicago, waar hij op doorreis zijnde muzikanten als Lester Young, Ben Webster, Sonny Stitt, J.J. Johnson en Stan Getz begeleidde. Van 1957 tot 1962 was hij lid van het trio van Ahmad Jamal, waartoe ook de bassist Israel Crosby behoorde. Het trio trad op in de 'Pershing Lounge' en nam een reeks succesvolle albums op voor Chess Records, zoals het in 1958 verschenen album Live at the Pershing. In zijn vaak ondergewaardeerde stijl viel vooral zijn subtiele spel met de kwasten op.
Na zijn afscheid bij Jamal werd Fournier twee jaar lang lid van de band van George Shearing. Begin jaren 1960 werkte hij ook mee aan plaatopnamen van Sam Jones en Kenny Burrell, in 1965/1966 speelde hij wederom bij Ahmad Jamal en begeleidde hij de zangeres Nancy Wilson. Vanaf 1979 leidde hij in Chicago een eigen trio. In 1975 bekeerde hij zich tot de islam en nam hij de islamitische naam Amir Rushdan aan.
In 1980 verhuisde hij naar New York en werkte hij met de saxofonist Clifford Jordan, begeleidde hij nu en dan de zangers Billy Eckstine en Joe Williams en de pianisten John Lewis en Barry Harris. In New York had hij een eigen trio en werkte hij als onderwijzer in het 'Jazz Cultural Theatre' van Barry Harris, de New School en het 'Mannes College of Music'. In 1990 vertoefde hij twee maanden in Japan, waar hij als trio optrad met Tardo Hammer en Victor Sproles.

## Ziekte en overlijden
In 1994 kreeg hij een beroerte, die een einde maakte aan zijn muziekcarrière. Hij ging echter verder met zijn activiteiten als onderwijzer. In 1998 verhuisde hij naar Mississippi, waar hij in 2000 op 72-jarige leeftijd overleed aan een hersen-aneurysma.